# Marianne Schüler
Elsa Marianne Lovisa Schüler Schlembach, född 19 september 1924 i Storkyrkoförsamlingen Stockholm, död där 16 juli 1977, var en svensk dansare och skådespelare.
Schüler utnämndes till Miss China 1949 och 1950. Hon var från 1958 gift med Bela Schlembach.

## Filmografi (urval)
- 1943 - Lille Napoleon
- 1948 – Loffe som miljonär
- 1948 – Hammarforsens brus
- 1949 – Kvinnan som försvann
- 1950 – Restaurant Intim
- 1950 – Två trappor över gården
- 1951 - Sommarlek

## Teater

### Roller
| År   | Roll        | Produktion                                        | Regi          | Teater                  |
| ---- | ----------- | ------------------------------------------------- | ------------- | ----------------------- |
| 1942 | Medverkande | Grand Hôtel Ludde, revy Ch. Henry och Einar Molin | Sigge Fischer | Odeonteatern, Stockholm |

## Fotnoter
1. ↑  Sveriges Dödbok 1901–2009, DVD-ROM, Version 5.00, Sveriges Släktforskarförbund (2010).
2. ↑  ”Teaterannons”. Dagens Nyheter:  s. 14. 31 januari 1942. http://arkivet.dn.se/arkivet/tidning/1942-01-31/29/14. Läst 31 januari 2016.